# 擬似コード
擬似コード （ぎじコード、英: pseudocode）とは、アルゴリズムなどを、架空の非常に高水準なプログラミング言語（擬似言語）で記述したものである。Pascal、Fortran、C言語などの既存のプログラミング言語の構文と、自然言語に近い表現を組み合わせて記述することが多い。

## 例
擬似コードの記述例を示す。下は、同様の記述を実際のプログラミング言語で表記したものである。
擬似コード:
```
if
 クレジットカード番号が有効
    番号と注文で取引をする

else

    エラーを表示する

end if
```

PHPによるコード:
```
<?php

 
if
 
(
is_valid
(
$cc_number
))
 
{

     
execute_transaction
(
$cc_number
,
 
$order
);

 
}

 
else
 
{

     
show_failure
();

 
}

?>

```